# Clare Jacobs
Clare Stephen Jacobs (ur. 18 lutego 1886 w Madison w stanie Dakota Południowa, zm. 21 lutego 1971 w Detroit) – amerykański lekkoatleta specjalizujący się w skoku o tyczce, uczestnik letnich igrzysk olimpijskich w Londynie (1908), brązowy medalista olimpijski w skoku o tyczce.

## Sukcesy sportowe
- zwycięzca amerykańskich eliminacji olimpijskich w skoku o tyczce – 1908[2]

| Rok  | Miasto | Zawody               | Konkurencja   | Wynik         |
| ---- | ------ | -------------------- | ------------- | ------------- |
| 1908 | Londyn | Igrzyska olimpijskie | skok o tyczce | brązowy medal |

## Rekordy życiowe
- skok o tyczce – 3,76 (1908)